# Réservoir Pipmuacan
Le réservoir Pipmuacan est un réservoir d'eau douce du territoire de Mont-Valin dans la MRC du Le Fjord-du-Saguenay dans la région administrative du Saguenay-Lac-Saint-Jean, dans la Province de Québec, au Canada.

## Géographie
Ce réservoir est situé à une vingtaine de kilomètres à l'est de la rivière Péribonka, à environ 200 kilomètres au nord-est du lac Saint-Jean et à environ 150 kilomètres au nord de Chicoutimi (Saguenay). Sa partie Est rejoint les limites administratives de la Haute-Côte-Nord, au nord-ouest de Forestville.
Le réservoir Pipmuacan est le successeur du lac de même nom. Il constitue un élargissement majeur de la rivière Betsiamites. Ce réservoir comporte deux émissaires, soit les rivières Shipshaw et Betsiamites.
Ce réservoir possède une superficie de près de 970 km2. D'une longueur de 150 km et d'une largeur de 19 km, ce réservoir est caractérisé par une importante presqu'île, ayant une forme arrondie du côté est (Île Tête-de-Mort). La section ouest du réservoir est parsemée d'îles. De plus, ce réservoir est caractérisé par de très nombreux affleurements rocheux, apparaissant sournoisement et pouvant créer des dommages importants aux embarcations. Sa navigation est donc très difficile en raison de ces deux facteurs. Les risques d'égarement sont toujours présents. Quelquefois le niveau du réservoir descend à moins de 5 mètres. Toutefois, une profondeur de 220 pieds fut enregistrée dans la partie ouest du réservoir, au nord-est de l'île du Teton.
Ce réservoir reçoit notamment les eaux des lacs Gouin, Maurice et Kerr, ainsi que des rivières Sylvestre, aux Hirondelles et Pipmuacan.
Le Conseil des Innus de Pessamit a dévoilé en 2021 son projet d'aire protégée autochtone au Pipmuakan.

## Faune
Les espèces sportives vivant dans le réservoir sont le Grand brochet, le Grand corégone et le Touladi. Toutefois, de nombreuses autres espèces halieutiques y sont présentes. Le Grand brochet est présent dans les immenses et nombreuses baies qui parsèment le réservoir. Des baies comme la baie du Phoenix, la baie des Lavoie, la baie du Bleu ont déjà rapporté des brochets de tailles importantes. L'éloignement relatif des centres urbains fait en sorte que le réservoir Pipmuacan est peu achalandé. Cependant, les immenses possibilités de pêche qu'offre le lac ainsi que les innombrables lacs qui l'entourent où il est possible de pêcher l'Omble de fontaine, en font un territoire privilégié pour les amateurs de pêche.
Lors de la période de la chasse, les territoires adjacents au réservoir sont convoités par les chasseurs sportifs. L'industrie de la cueillette du bleuet est également importante alors que des acheteurs de bleuets vont voir apparaître de véritables villages de cueilleurs autour de leurs installations.
De plus, il est possible d'apercevoir le Caribou Forestier dans la partie ouest du réservoir. Les îles qui parsèment le réservoir dans la partie ouest sont protégées.

## Toponymie
Dans l'histoire, plusieurs significations ont été attribuées à ce terme Innu "Pipmuacan". Certains lui attribuent le sens de javeline ou de flèche. La flèche ou pipmogan a longtemps représenté, avec l'arc, le principal instrument de chasse et de guerre des Innus. Par ailleurs, les Amérindiens au nord du Mexique en faisaient usage. La javeline était une arme de jet utilisée dans l'armée romaine. La javeline est l'ancêtre de la lance.
Ce toponyme est signalé dans l'ouvrage Noms géographiques de la Province de Québec et des Provinces Maritimes empruntés aux langues sauvages (1906) rédigé par Eugène Rouillard. Dans son Dictionnaire des rivières et lacs de la province de Québec (1914), Rouillard utilise la graphie Pipmuakan en indiquant qu'en 1873, l'arpenteur E. Casgrain a décrit ce lac.
Jadis, les variantes  Pipmaugan et Pipmakan étaient aussi en usage. En 1960, un extrait d'un procès-verbal de la Commission de géographie indique : « d'après les missionnaires de la Côte-Nord, les Montagnais auraient donné ce nom au lac en souvenir du dernier combat qu'ils eurent à livrer aux Iroquois sur le mont Pigmaugan (Pipmuacan) qui surplombe les eaux. » 
Le réservoir Pipmuacan est régulièrement appelé Pipmorgan par les habitants du Saguenay et certains écrits anciens le nomment « Lac Peetwagan ».